# الیاس‌آباد (ارومیه)
الیاس آباد، روستایی است از توابع بخش مرکزی شهرستان ارومیه و در شهرستان ارومیه استان آذربایجان غربی ایران.

## جمعیت
این روستا در دهستان بکشلوچای قرار داشته و بر اساس سرشماری سال ۱۳۸۵ جمعیت آن ۷۴۱ نفر (۲۱۸ خانوار)
بوده‌است؛ و در سال ۱۳۹۸ یکی از بزرگترین روستاهای حومه است. این روستا دارای مدرسه در مقطع ابتدایی است که بتازگی با مشارکت اهالی تعمیر و بازسازی گردیده که در این راه آقایان قاسم‌زاده و فکرت و وحدت زحمات زیادی را متقبل گردیده‌اند و همچنین دارای خانه بهداشت است که ساختمان جدید آن نیز بتازگی افتتاح گردیده و دو مسجد و یک سالن ورزشی و دارای آب گاز برق و تلفن و نانوایی است. این روستا در نزدیکی کوهی به نام بیزو داغی قرار دارد و مردم آن به زبان ترکی آذربایجانی صحبت می‌کنند و مسلمان شیعه هستند.